# 北港觀光大橋
北港觀光大橋，臺灣橋樑，位於北港溪下游，連接雲林縣北港鎮與嘉義縣六腳鄉之間的交通。
2001年8月正式動工，歷經二年，耗資新臺幣一億五千萬圓興建，於2003年11月完工啟用。主橋長268.5公尺。北引道長96公尺，南引道128公尺。採用紐爾遜式提籃型設計，外觀呈三孔紅色鋼拱橋，依序由65公尺、100公尺、65公尺所組成，加上每孔橋身是以黃色鋼纜之麟片造型，每條鋼纜有七根鋼索絞紮。
由於北港觀光大橋是連接起北港朝天宮和新港水仙宮之間的交通，造型設計上有著龍的形體，並有景觀照明，可配合文化活動的燈光投射，或對周圍造景意象提供夜間照明，象徵了北港的地標。在周邊有打造生態與運動公園，設置觀景台、自行車道、沿岸步道，使得北港觀光大橋成為遊客前往的休憩場所。
完工後的北港觀光大橋，現由北港鎮公所管理。然而缺乏有效的規劃與管理，過去曾被人當成塗鴉牆、畫圖板，從橋面、橋墩還是扶手都能看見噴漆破壞後留下的字樣。

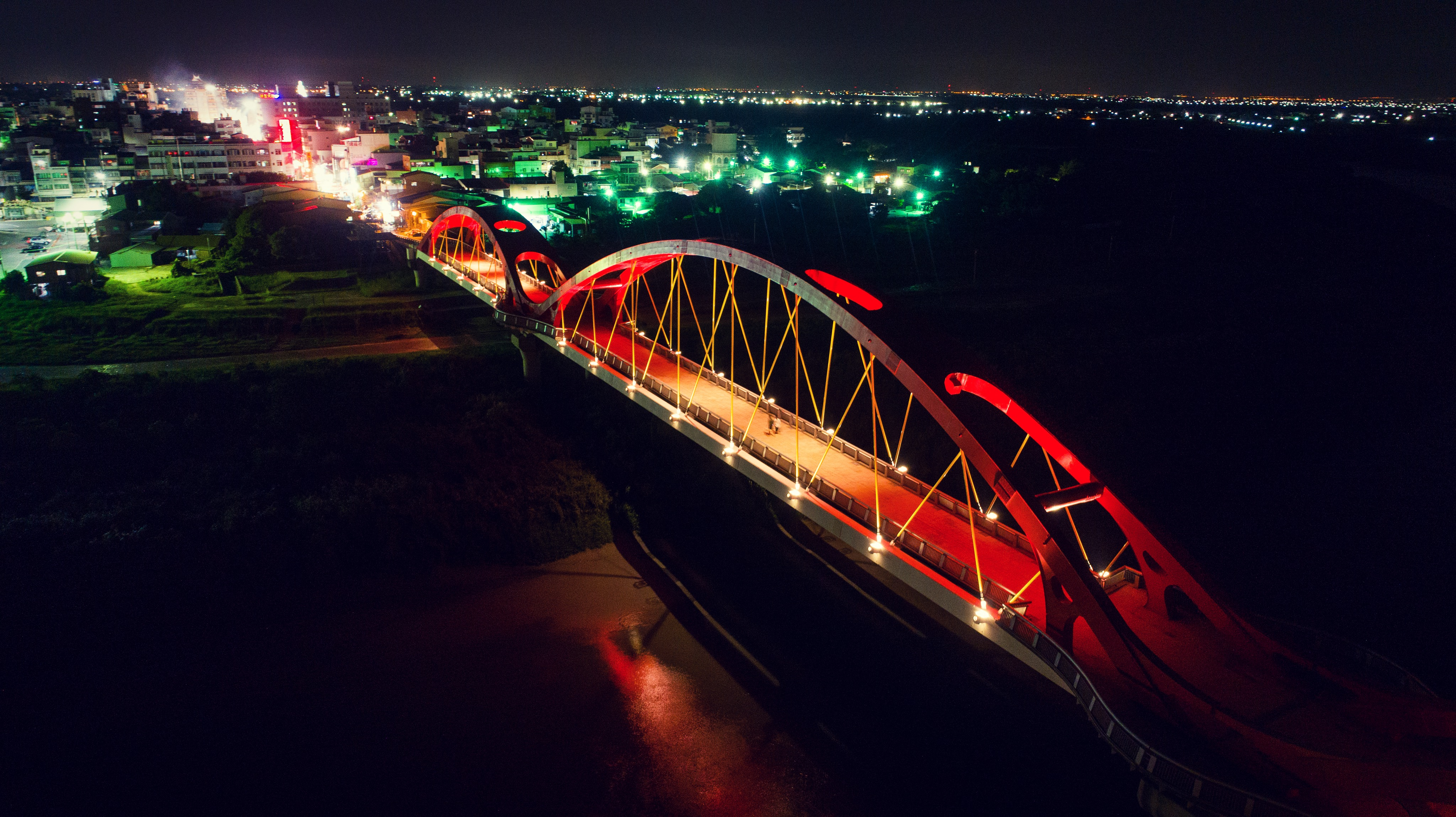
北港觀光大橋 夜景